# Erigone watertoni
Erigone watertoni là một loài nhện trong họ Linyphiidae.
Loài này thuộc chi Erigone. Erigone watertoni được Eugène Simon miêu tả năm 1897.